# AEC Armoured Command Vehicle
Az AEC Armoured Command Vehicle egy brit gyártmányú parancsnoki járműsorozat volt, melyet a Associated Equipment Company gyártott a második világháború alatt.

## Történet

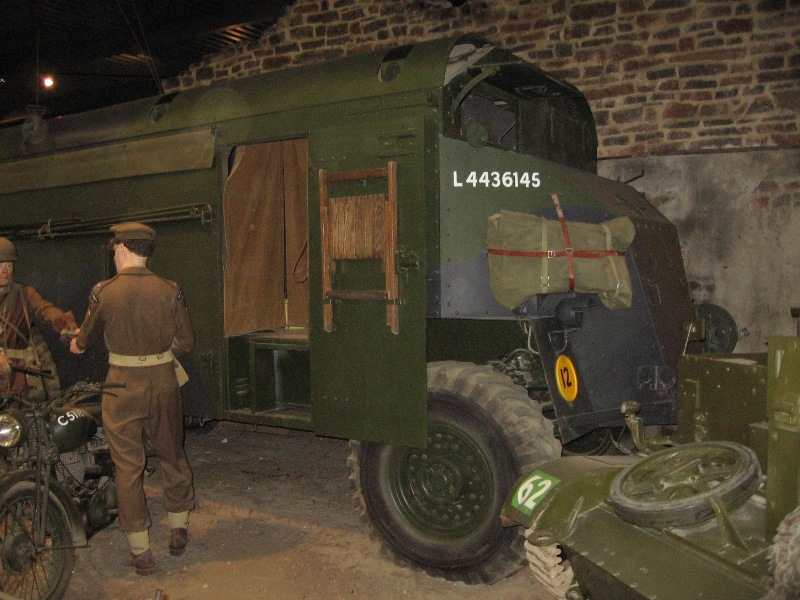
AEC Dorechester az Imperial War Museumban

A második világháború alatt az Egyesült Királyság volt az egyetlen olyan ország, amely széles körben alkalmazott célra épített páncélozott parancsnoki járműveket. Ezek lényegében teherautó alvázra épített páncélozott buszok voltak.
A brit hadsereg legáltalánosabb páncélozott parancsnoki járműve az AEC 4×4 ACV volt. A jármű az AEC Matador alvázán alapult, gyártását 1941-ben indították. Összesen 415 darab készült a típusból. A járművet először az észak-afrikai hadjárat folyamán vetették be, majd ezt követően végigszolgálta a háborút. Nagy és kényelmes volt, így a katonák körében a Dorchester becenevet kapta a londoni luxus hotel után. Ebből a típusból hármat a német Afrika Korps is zsákmányolt. Ebből kettőt, „Max” és „Moritz” becenévvel Rommel és vezérkara használt az észak-afrikai hadjárat során.
1944-ben egy nagyobb járművet fejlesztettek ki, amely az AEC 6x6 ACV típusjelet viselte. A jármű az AEC 0857 teherautó alvázán alapult, meghajtásáról pedig a 150 lóerős AEC 198 motor gondoskodott. A páncéltestet 9 mm vastag hengerelt acéllemezből készítették. A jármű súlya elérte a 17 tonnát. 105 darab készült a típusból.
Mindkét járműváltozatból két alváltozat készült, az egyik az LP (Low Power) a másik a HP (High Power) jelöléssel, eltérő rádióberendezéssel.

## Fordítás
- Ez a szócikk részben vagy egészben  az   AEC Armoured Command Vehicle című angol Wikipédia-szócikk ezen változatának fordításán alapul.  Az eredeti cikk szerkesztőit annak laptörténete sorolja fel. Ez a jelzés csupán a megfogalmazás eredetét és a szerzői jogokat jelzi, nem szolgál a cikkben szereplő információk forrásmegjelöléseként.